# ダーリング川
ダーリング川（ダーリングがわ、英語：Darling River）は、マレー川の支流のひとつ。マレー川はオーストラリアを流れる最長の河川である。
ニューサウスウェールズ州北部のバーク（Bourke）近郊に発し、ニューサウスウェールズ州内ウェントワース（Wentworth）でマレー川に合流する。